# Lajzer Ajchenrand
Lajzer Ajchenrand (auch: Lajser Ajchenrand; geboren 23. September 1911 in Dęblin, Russisches Kaiserreich; gestorben 12. September 1985 in Küsnacht ZH) war ein polnischer jiddischer Dichter.

## Leben
Er war der Sohn eines Religionslehrers und lebte ab 1937 in Paris, wo er zeitweilig auch in der französischen Armee diente. Den Lebensunterhalt verdiente er sich mit der Anfertigung von Maßkonfektion.
1940, unter dem Vichy-Regime, war er interniert. Nach seiner Flucht in die Schweiz 1942 wurde er erneut interniert. Seine Mutter und Schwester wurden im KZ Majdanek umgebracht. Nach 1945 lebte er mit seiner späteren Frau in Küsnacht und verbrachte auch fünf Jahre in Israel.
Die Schweiz verweigerte ihm aus formalen Gründen die Staatsbürgerschaft.
Er schrieb ausschließlich jiddische Gedichte. 1976 wurde sein Werk mit dem Itzik-Manger-Preis ausgezeichnet, einem der bedeutendsten israelischen Literaturpreise.

## Werke (Auswahl)
- Hörst Du Nicht. Jiddische Gedichte. Deutsche Übertragung von Walter Lesch. Zürich 1947.
- Dos Broit fun Zar. 1964.
- Landschaft fun Goirl. 1979.
- Aus der Tiefe rufe ich. Lider und Ssonetn. Gedichte jiddisch und deutsch. Übertragen von Hubert Witt. Ammann, Zürich 2006, ISBN 3-250-10501-5.
- Des Profondeurs de L'Abime. Poemes et Sonnets. 1953.